# Lammassaari (ö i Päijänne-Tavastland, Lahtis, lat 61,45, long 25,29)
Lammassaari är en ö i Finland. Den ligger i sjön Päijänne och i kommunen Padasjoki i den ekonomiska regionen  Lahtis ekonomiska region  och landskapet Päijänne-Tavastland, i den södra delen av landet, 140 km norr om huvudstaden Helsingfors. Öns area är 1 hektar och dess största längd är 210 meter i öst-västlig riktning.